# Orshun Gol
Orshun Gol är ett vattendrag i Kina, på gränsen till Mongoliet. Det ligger i den autonoma regionen Inre Mongoliet, i den norra delen av landet, omkring 1 000 kilometer nordost om regionhuvudstaden Hohhot.
Genomsnittlig årsnederbörd är 415 millimeter. Den regnigaste månaden är juli, med i genomsnitt 110 mm nederbörd, och den torraste är februari, med 4 mm nederbörd.